# Harmonia de Syracuse
Harmonia est une jeune femme sicilienne et la fille de Gélon II, le fils du roi Hiéron II de   Syracuse. Elle est l'épouse de Thémistius.

## Biographie
Tite-Live rapporte que lors de la seconde guerre punique le peuple de Syracuse s'est rebellé contre la famille royale. Le jeune roi Hiéronyme de Syracuse est assassiné avec Thémistius et Andronodorus, les gendres de Gélon et Hiéron. La foule en colère assassine ensuite les épouses de Thémistius et Andronodorus. Puis la foule attaque les filles de Hiéronyme, Damarata et Héraclia, les tuant toutes les deux, puis part à la recherche d'Harmonia afin de terminer leur tâche. Sur les conseils avisés de sa nourrice et protectrice, Harmonia trouve une jeune fille de même âge et d'apparence qu'elle, prête à user de ruse pour protéger la vie d'Harmonia. La nurse l'habille des vêtements royaux pour attendre les assassins. La jeune fille est disposée à sacrifier sa vie pour la princesse royale. Lorsque les assassins la trouvent, ils la tuent avec leurs poignards et épées. Harmonia assiste au meurtre depuis sa cachette et éprouve des sentiments mitigés. Elle admire le courage de la jeune fille, mais atterrée par sa mort, Harmonia se suicide. Selon Valère Maxime, touchée par l'attitude de sa remplaçante, Harmonia se montre aux meurtriers, leur révèle être la vraie princesse et se laisse tuer.
Boccace la mentionne en 1374 parmi les femmes célèbre de l'Antiquité dans son livre De mulieribus claris.